# Maizeret
Ne doit pas être confondu avec Maizerets ou Maizeray.
Maizeret (en wallon Måjhret) est une section de la ville belge d'Andenne située en Région wallonne dans la province de Namur.
C'était une commune à part entière avant la fusion des communes de 1977.

## Géographie

### Hameaux et lieux-dits
Lieux et lieux-dits : Bialy, Biche, Core, Gawday, Haie Marie, Moisnil, Sur le Try, Tasseneur, Trieuchamps, Vil-en-Val

## Évolution démographique
- Source: DGS, 1831 à 1970=recensements population, 1976= habitants au 31 décembre

## Héraldique
|  | Le blason et pratiquement identique aux armes du dernier seigneur de Maizeret, Jacques de Baré de Moisnil. La famille De Baré acquiert le domaine de Maizeret et Moisnil en 1753. Blasonnement : De gueules au chevron d'or accompagné en pointe d'une molette à six rais du même ; sur le tout d'argent au léopard de gueules couronné à l'antique d'or. L'écu sommé d'une couronne à treize perles dont dix posées directement sur le cercle et trois relevées. - Arrêté royal : 5 décembre 1954 |

## Patrimoine et culture

### Patrimoine architectural

#### Monuments
- L'église Saint-Martin datant de 1925[1].
- Ferme de Bialy, route de Limois, reconstruite au XIXe siècle sauf le corps du logis[2].
- Écritures de Maizeret.

#### Château
- Le château du Moisnil, construit par l'architecte Octave Flanneau (1860-1937), pour Jules van Dievoet, avocat à la Cour de Cassation.
- Château de Maizeret (19e siècle).

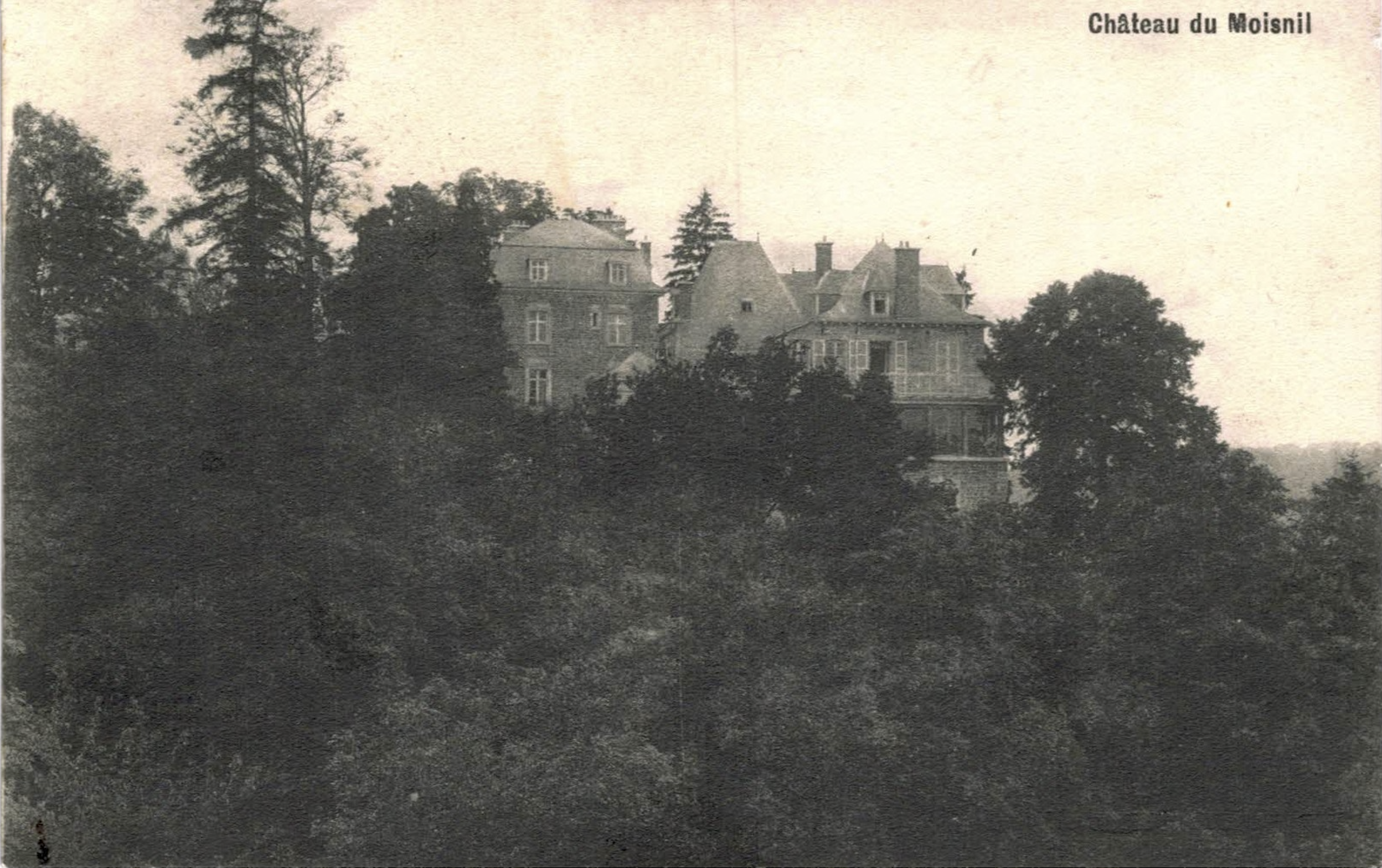
Château du Moisnil.
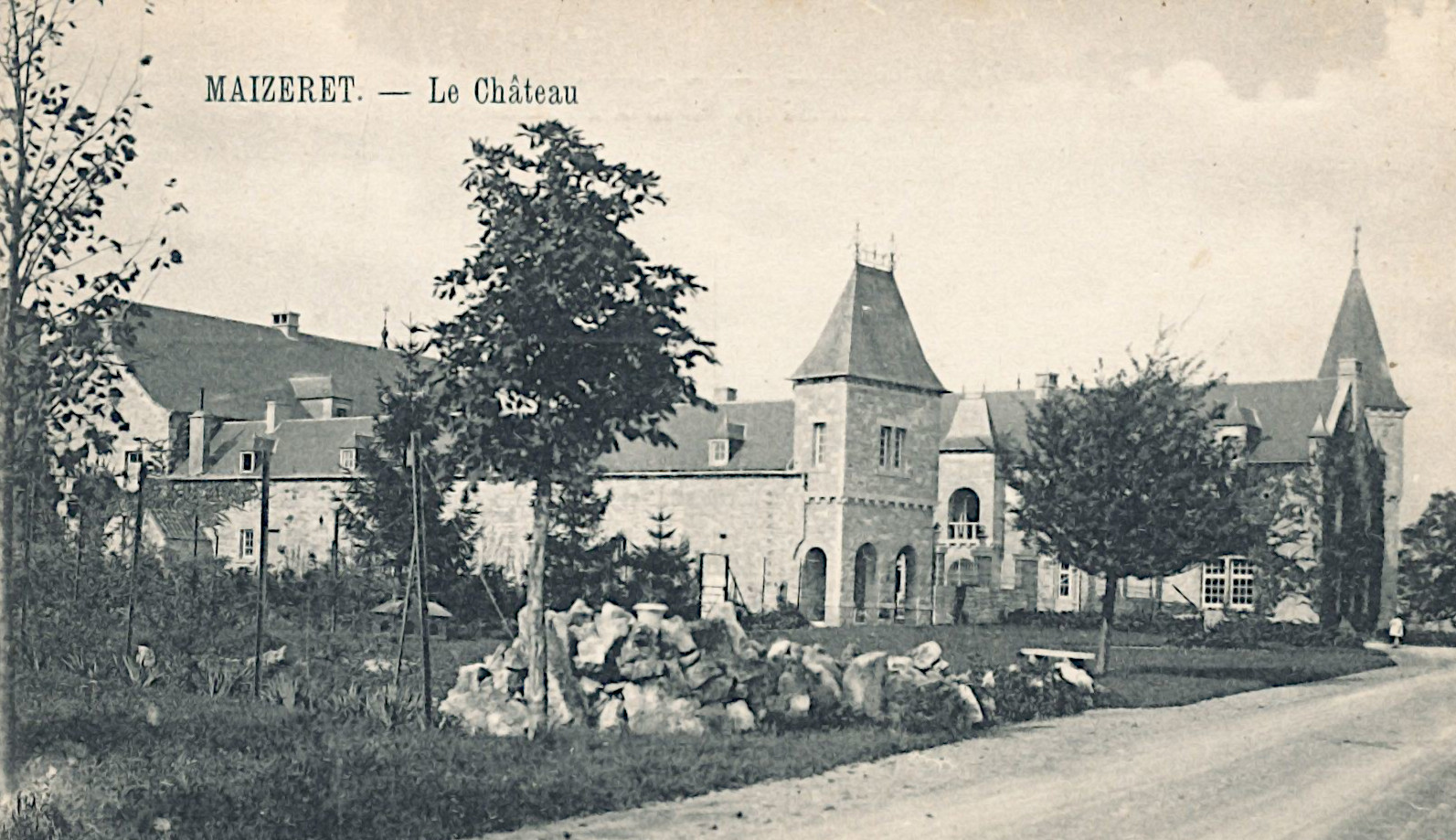
Château de Maizeret.
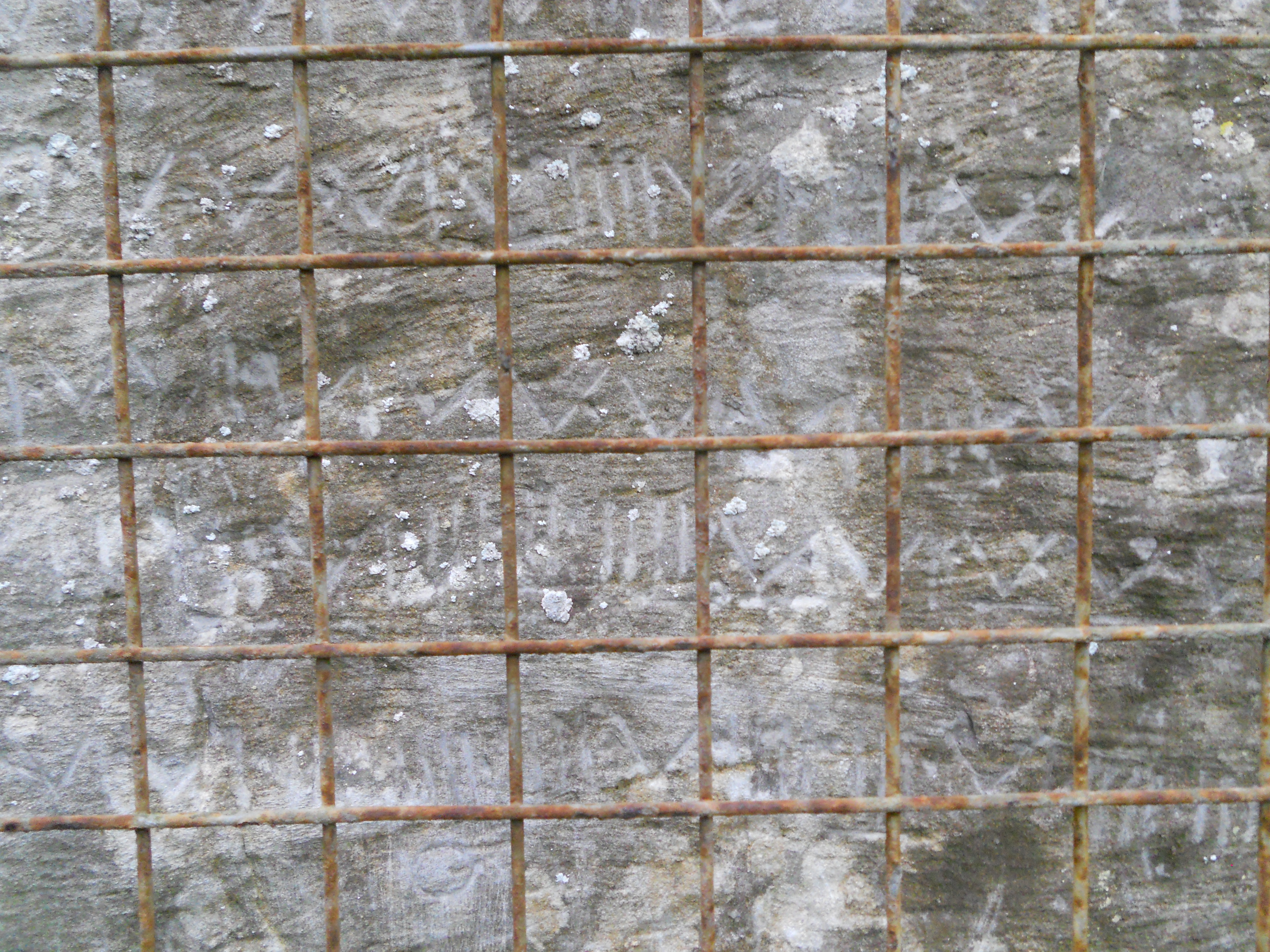
Ecritures de Maizeret.
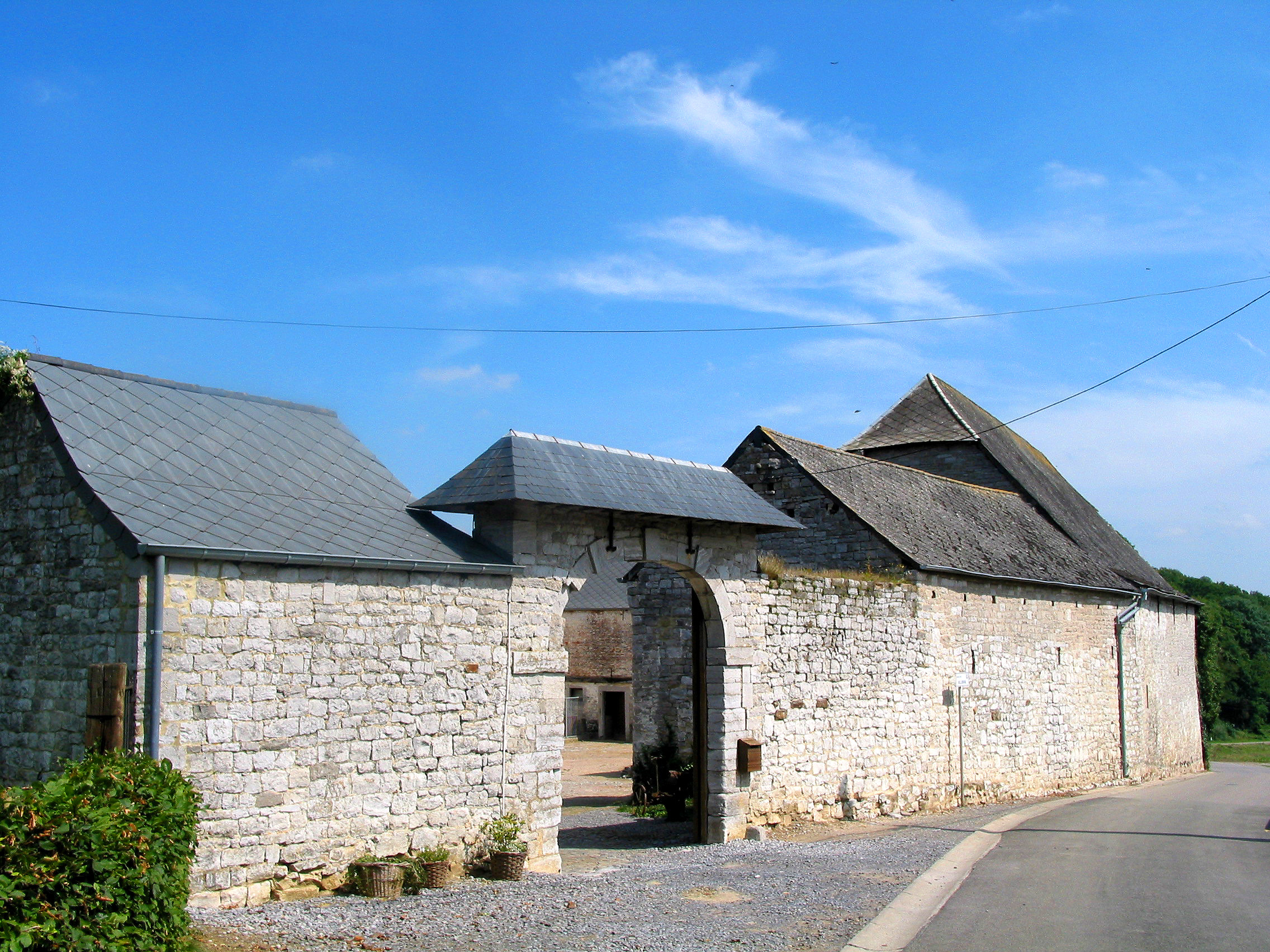
Vieille ferme en carré.